# Divadlo rozmanitostí
Divadlo rozmanitostí je loutková scéna Městského divadla v Mostě, která byla založena v roce 1987. Divadlo sídlí v kulturním středisku Máj v Topolové ulici v Mostě.
Loutkový soubor byl založen v roce 1987 a mnozí jeho členové sem přešli z amatérského divadelního souboru Loutka, který dlouhý čas působil v Litvínově. Na vzniku souboru měli největší zásluhu tehdejší ředitel divadla Jaromír Šnajdr a umělecký šéf Jiří Středa.
První premiérou souboru Divadla rozmanitostí se dne 9. října 1987 stala hra Tak povídej, což byly dvě pohádky H. Ch. Andersena Císařovy nové šaty a Princezna na hrášku v režii Jiřího Středy. Protože se v té době se budova Kulturního a společenského střediska Máj teprve adaptovala pro potřeby Divadla rozmanitostí, hostoval soubor v tehdejším Kulturním domě horníků a energetiků v Mostě v divadelním sále Divadélko Pod koulí. Budova Máje začala divadlu sloužit od 15. prosince 1988.
Divadlo rozmanitostí spolupracovalo také na několika společných projektech s činohrou Městského divadla v Mostě. Společně hráli loutkoherci a činoherci na jevišti hlavní budovy v inscenacích Anička Skřítek a Slaměný Hubert, O důmyslném rytíři Donu Quijotovi de la Mancha a Hobit.
V sezoně 1996/1997 vystřídal zakládajícího uměleckého šéfa Jiřího Středu Antonín Klepáč. Musel vytvořit zcela nový soubor, protože většina členů dosavadního souboru přešla do nově vzniklého Docela velkého divadla v Litvínově.
Převážnou část repertoáru Divadle rozmanitostí tvoří pohádky pro děti, nicméně i na jeho scéně ve středisku Máj se odehrávají komorní hry pro dospělé. Jednou z nejúspěšnějších inscenací 90. let byla komediální hra Sousedka francouzského autora Pierra Chesnota s Hanou Seidlovou a Lukášem Vaculíkem.